# Колликола, Карло
Карло Колликола (итал. Carlo Collicola; 1 июня 1654, Сполето, Папская область — 20 октября 1730, Рим, Папская область) — итальянский куриальный кардинал. Про-генеральный казначей Апостольской Палаты с 21 января 1718 по 3 февраля 1721. Генеральный казначей Апостольской Палаты с 3 февраля 1721 по 20 апреля 1728. Кардинал in pectore с 9 декабря 1726 по 30 апреля 1728. Кардинал-священник с 30 апреля 1728, с титулом церкви Санта-Мария-ин-Портико-Кампителли с 10 мая 1728 по 20 октября 1730.